# Beusichem
Beusichem (izgovorjava: Beu-zi-chèm, z è kot enajst, IPA: [bøzixɛm]) je naselje v nizozemski provinci Gelderland . Je del občine Buren in leži približno 11 km severozahodno od Tiela.

## Zgodovina
Beusichem se je začel kot naselje ob reki Lek in se je razvil v razpotegnjeno vas. Ime se prvič pojavi okoli leta 777-866 na seznamu posesti in podložnikov utrechtske cerkve. Buosinhem pomeni "naselbina ljudi Boso (oseba)". Omembo te vasi najdemo v kopiji listine iz poznega 11. stoletja, ki je bila sestavljena med letoma 918 in 948. Besedilo, ki se nanaša na seznam posesti cerkve Sv. Martina v Utrechtu, se glasi: "insulam .. iuxta Buosinhem qui propior ville Riswic ". Elementi nizozemske reformirane cerkve so iz 12. stoletja. Cerkev je bila obnovljena v letih 1995–1996.  Leta 1840 je v vasi živelo 1004 ljudi.
Območje je bilo v lasti gospodov Beusichemskih, katerih najstarejša omemba je iz leta 1196. Prav potomec te družine je leta 1318 potrdil mestne pravice Culemborgu. Sicer pa so ime rodu pisali s toliko različicami kot ime vasi.
Beusichem je zgodovinsko znan po slavni konjski tržnici, ki poteka vsako poletje. Pravijo, da je celo Napoleon svoje konje kupoval na konjski tržnici Beusichem. Konjerejci iz Rusije, Francije, Nemčije in Švice so prihajali v Beusichem trgovat s konji. Konjski trg se v starih listinah prvič omenja leta 1461.
Do leta 1977 je bil Beusichem ločena občina. 

## Galerija
- Nekdanja pekarna
- Tgovina na nasipu
- Reka Lek poleg Beusichema
- Konjski sejem (1961)